# Brian Hayward
Brian George Hayward (* 25. červen 1960 Georgetown, Ontario, Kanada) je bývalý kanadský hokejový brankář.

## Hráčská kariéra
Hayward hrál čtyři sezóny na Cornellově univerzitě v juniorské soutěži ECAC Hockey v letech 1978 až 1982. V posledním roce byl jmenován do All-Star týmu Eastern College Athletic Conference.
V sezóně 1982-83 se brankář přesunul jako nedraftovaný hráč do Winnipeg Jets v NHL, zpočátku byl přesunut k farmářskému týmu Sherbrooke Jets hrající American Hockey League. Až v sezóně 1984-85 se Kanaďan prosadil a zajistil si pozici brankáře ve Winnipegu. S 33 výhrami v tomto roce vytvořil klubový rekord, o který se dělil s Bobem Essensou až do přesunu klubu do Phoenixu. V létě 1986 byl Hayward vyměněn do Montrealu Canadiens za švédského útočníka Jana Ingmana a kanadským brankářem Steveho Pennea. S Patrickem Royem vytvořil v Canadiens jeden z nejúspěšnějších brankářských dvojic v historii NHL na další čtyři sezóny. V letech 1987 až 1989 vyhráli třikrát za sebou trofej William M. Jennings Trophy, která se uděluje brankáři nebo brankářům s nejmenším počtem inkasovaných branek během sezóny. V listopadu 1990 musel Hayward opustit Canadiens, protože byl vyměněn do Minnesoty North Stars za kanadského obránce Jaysona Morea. ZA Minnesotu chytal do května 1991, poté byl vybrán v rozšiřovacím draftu NHL týmem San Jose Sharks. Během dvou let, kdy Hayward hrál za San Jose Sharks, odchytal pouze 25 zápasů, protože utrpěl vážné zranění zad během zápasu v říjnu 1991, které ho donutilo vynechat velkou část sezóny 1991-92. Tuto dobu překlenul jako spolu komentátor televizního a rozhlasového vysílání Sharks. Po úspěšném comebacku si v lednu 1993 znovu poranil záda, což ho nakonec donutilo ukončit kariéru.
Po odchodu do důchodu pracoval Hayward dva roky v letech 1993 až 1995 pod hlavním trenérem Ronem Wilsonem jako asistent trenéra u Mighty Ducks z Anaheimu. Začal také pracovat jako sportovní komentátor. Mimo jiné analyzoval přenosy zápasů NHL na NBC a CBC a také přenosy zimních olympijských her v roce 2006. Hayward je v současné době členem komentátorského týmu Anaheim Ducks.

## Ocenění a úspěchy
- 1982 NCAA – První All-American Tým
- 1982 ECAC – První All-Star Tým
- 1987 NHL – Nejnižší průměr inkasovaných branek
- 1987 NHL – William M. Jennings Trophy
- 1988 NHL – William M. Jennings Trophy
- 1989 NHL – William M. Jennings Trophy

## Prvenství
- Debut v NHL – 19. ledna 1983 (Winnipeg Jets proti Toronto Maple Leafs)
- První inkasovaný gól v NHL – 19. ledna 1983 (Winnipeg Jets proti Toronto Maple Leafs, kanadským útočníkem Dan Daoust)
- První vychytaná nula v NHL – 9. dubna 1983 (Winnipeg Jets proti Buffalo Sabres)

## Statistiky

### Základní části
| Sezona       | Tým                   | Liga         | Z   | V   | P   | R  | MIN    | OG   | ČK | POG  | %ChS |
| ------------ | --------------------- | ------------ | --- | --- | --- | -- | ------ | ---- | -- | ---- | ---- |
| 1976–77      | Markham Waxers        | OPJHL        | 26  | —   | —   | —  | 1558   | 107  | 0  | 4.11 | —    |
| 1977–78      | Guelph Platers        | OPJHL        | —   | —   | —   | —  | —      | —    | —  | —    | —    |
| 1978–79      | Cornell University    | ECAC         | 25  | 18  | 6   | 0  | 1469   | 95   | 0  | 3.88 | —    |
| 1979–80      | Cornell University    | ECAC         | 12  | 2   | 7   | 0  | 508    | 52   | 0  | 6.02 | —    |
| 1980–81      | Cornell University    | ECAC         | 19  | 11  | 4   | 1  | 967    | 58   | 1  | 3.54 | —    |
| 1981–82      | Cornell University    | ECAC         | 22  | 11  | 10  | 1  | 1249   | 66   | 0  | 3.17 | —    |
| 1982–83      | Winnipeg Jets         | NHL          | 24  | 10  | 12  | 2  | 1440   | 89   | 1  | 3.71 | .887 |
| 1982–83      | Sherbrooke Jets       | AHL          | 22  | 6   | 11  | 3  | 1208   | 89   | 1  | 4.42 | —    |
| 1983–84      | Winnipeg Jets         | NHL          | 28  | 7   | 18  | 2  | 1530   | 124  | 0  | 4.86 | .856 |
| 1983–84      | Sherbrooke Jets       | AHL          | 15  | 4   | 8   | 0  | 781    | 69   | 0  | 5.30 | —    |
| 1984–85      | Winnipeg Jets         | NHL          | 61  | 33  | 17  | 7  | 3436   | 220  | 0  | 3.84 | .879 |
| 1985–86      | Winnipeg Jets         | NHL          | 52  | 13  | 28  | 5  | 2721   | 217  | 0  | 4.79 | .842 |
| 1985–86      | Sherbrooke Jets       | AHL          | 3   | 2   | 0   | 1  | 185    | 5    | 0  | 1.62 | —    |
| 1986–87      | Montreal Canadiens    | NHL          | 37  | 19  | 13  | 4  | 2178   | 102  | 1  | 2.81 | .894 |
| 1987–88      | Montreal Canadiens    | NHL          | 39  | 22  | 10  | 4  | 2246   | 107  | 2  | 2.86 | .896 |
| 1988–89      | Montreal Canadiens    | NHL          | 36  | 20  | 13  | 3  | 2091   | 101  | 1  | 2.90 | .887 |
| 1989–90      | Montreal Canadiens    | NHL          | 29  | 10  | 12  | 6  | 1674   | 94   | 1  | 3.37 | .878 |
| 1990–91      | Minnesota North Stars | NHL          | 26  | 6   | 15  | 3  | 1473   | 77   | 2  | 3.14 | .886 |
| 1990–91      | Kalamazoo Wings       | IHL          | 2   | 2   | 0   | 0  | 120    | 5    | 0  | 2.50 | —    |
| 1991–92      | San Jose Sharks       | NHL          | 7   | 1   | 4   | 0  | 305    | 25   | 0  | 4.92 | .859 |
| 1991–92      | Kansas City Blades    | IHL          | 2   | 1   | 1   | 0  | 119    | 3    | 1  | 1.51 | —    |
| 1992–93      | San Jose Sharks       | NHL          | 18  | 2   | 14  | 1  | 930    | 86   | 0  | 5.55 | .846 |
| Celkem v NHL | Celkem v NHL          | Celkem v NHL | 357 | 143 | 156 | 37 | 20,023 | 1242 | 8  | 3.72 | .873 |

### Play-off
| Sezona       | Tým                   | Liga         | Z  | V  | P  | MIN  | OG  | ČK | POG  | %ChS |
| ------------ | --------------------- | ------------ | -- | -- | -- | ---- | --- | -- | ---- | ---- |
| 1978–79      | Cornell Big Red       | ECAC         | 3  | 2  | 1  | 179  | 14  | 0  | 4.66 | —    |
| 1980–81      | Cornell Big Red       | ECAC         | 4  | 2  | 1  | 181  | 18  | 0  | 4.50 | —    |
| 1982–83      | Winnipeg Jets         | NHL          | 3  | 0  | 3  | 160  | 14  | 0  | 5.25 | .831 |
| 1984–85      | Winnipeg Jets         | NHL          | 6  | 2  | 4  | 309  | 23  | 0  | 4.47 | .853 |
| 1985–86      | Winnipeg Jets         | NHL          | 2  | 0  | 1  | 68   | 6   | 0  | 5.29 | .806 |
| 1986–87      | Montreal Canadiens    | NHL          | 13 | 6  | 5  | 708  | 32  | 0  | 2.71 | .896 |
| 1987–88      | Montreal Canadiens    | NHL          | 4  | 2  | 2  | 230  | 9   | 0  | 2.35 | .893 |
| 1988–89      | Montreal Canadiens    | NHL          | 2  | 1  | 1  | 124  | 7   | 0  | 3.38 | .870 |
| 1989–90      | Montreal Canadiens    | NHL          | 1  | 0  | 0  | 33   | 2   | 0  | 3.69 | .889 |
| 1990–91      | Minnesota North Stars | NHL          | 6  | 0  | 2  | 171  | 11  | 0  | 3.86 | .853 |
| Celkem v NHL | Celkem v NHL          | Celkem v NHL | 37 | 11 | 18 | 1802 | 104 | 0  | 3.46 | .872 |